# Mehdi Belhaj Kacem
Pour les articles homonymes, voir Belhaj et Kacem.
Mehdi Belhaj Kacem, né le 17 avril 1973 à Paris, est un philosophe, écrivain et acteur franco-tunisien.

## Biographie

### Jeunesse
Né à Paris le 17 avril 1973 d'un père tunisien et informaticien et d'une mère française et traductrice, Mehdi Belhaj Kacem passe son enfance en Tunisie, qu'il quitte à l'âge de treize ans pour s'établir en banlieue parisienne, à Fosses.

### Romans
Il écrit à dix-sept ans son premier roman, Cancer, qu'il publie en 1994. Deux autres suivent : 1993, (1994) et Vies et morts d’Irène Lepic (1996), le dernier roman qu'il ait écrit. Tous ses romans furent publiés chez Tristram.

### Essais
Intéressé par la philosophie, sans formation universitaire en la matière mais par une approche autodidacte, il publie L'Antéforme en 1997. Cette entrée dans la philosophie passe également par l'expérience communautaire. L'ouvrage Society est à la fois le fruit et le moteur de cette expérience.
Son ouvrage L'Essence n de l'Amour est inclus dans la sélection du prix Décembre en 2001 mais le prix est finalement donné au livre Le Cri du sablier, de Chloé Delaume, son ex-épouse.
Il découvre avec enthousiasme l'œuvre d'Alain Badiou, dans laquelle il voit l'une des pensées les plus importantes de l'histoire de la philosophie. Il écrit ainsi, en 2009, sur le concept de transcendantal (donc sur celui de métaphysique pure) : « De même que nous avons commencé par dire que Derrida n’était qu’une parenthèse, géniale, mais une parenthèse, entre Martin Heidegger et Badiou ; de même que nous avons osé affirmer que Heidegger n’était qu’une parenthèse, cruciale, mais une parenthèse, entre Badiou et Hegel ; nous pouvons maintenant aller jusqu’à la témérité d’affirmer que Hegel n’est qu’une parenthèse, grandiose, mais une parenthèse, entre Kant et Badiou ».
Ses recherches s'inscrivent dans la continuité de l'ouvrage Apports à la philosophie : De l'avenance de Martin Heidegger, par le filtre des œuvres de Reiner Schürmann procédant déjà à cette épure. Persuadé de découvrir quelques thèses inédites à travers la notion du « pléonectique », il entame une œuvre philosophique en cinq tomes : L'esprit du nihilisme. Sorti en 2009, le tome 3, Une ontologique de l'Histoire, que l'auteur considère comme son travail le plus abouti, se termine par un chapitre intitulé Algèbre de la tragédie.
Le quatrième tome paraît en 2011, Après Badiou, dans lequel il critique la pensée de ce dernier, rejetant notamment les idées politiques et les règles morales qu'il juge archaïques,. Alain Badiou critique vivement cet ouvrage, qu'Éric Aeschimann présente comme un « règlement de compte de l’ex-disciple Mehdi Belhaj Kacem, fatras d’invectives où le besoin d’admirer reste aussi incompréhensible que sa transformation en besoin de haïr ».
Le cinquième tome parait en 2013, Être et Sexuation.
Du 22 au 24 mars 2013, un colloque lui est consacré sous le titre « Penser le contemporain à la lumière de l'Esprit du Nihilisme. Autour de Mehdi Belhaj Kacem », à l'initiative du Club de la Montagne Sainte-Geneviève, animé par des étudiants de l'École normale supérieure de Paris. Le numéro de l'année 2014 de la revue Philosophique de l'université de Franche-Comté lui est consacré. En 2013 et 2014 il anime un séminaire intitulé « Mehdi de 5 à 7 », à l'invitation de l'association La Générale.
En 2015 paraît le texte d'une conférence intitulée Artaud et la théorie du complot, où il évoque quelques « clochards métaphysiques », Jean-Jacques Rousseau, Friedrich Hölderlin, Søren Kierkegaard, Friedrich Nietzsche, Walter Benjamin, Guy Debord, Antonin Artaud, importants dans son propre cheminement.
Mehdi Belhaj Kacem est pensionnaire de la Villa Médicis dans la promotion 2015-2016 et dans la catégorie littérature.
Il obtient la 18e bourse Cioran en 2018.
En janvier 2022, il participe à un événement rassemblant diverses personnalités covido-sceptiques et antivaccins sur YouTube, en partenariat avec l'association BonSens.

## Principales publications
Entre 1999 et 2002, Mehdi Belhaj Kacem participe à la revue EvidenZ.

### Romans
- 1994 : Cancer, éd. Tristram (Nouvelle édition en 1999, J'ai lu, coll. « Nouvelle génération », no 5153  (ISBN 2-290-05153-5))
- 1994 : 1993, éd. Tristram -  (ISBN 2-907681-08-7)
- 1996 : Vies et morts d’Irène Lepic, éd. Tristram -  (ISBN 2-907681-09-5) (réédition, éd. Tristram, coll. « Souple », septembre 2016)

### Essais
- 1997 : L’Antéforme, éd. Tristram  (ISBN 2-207-25511-5)
- 2000 : Esthétique du chaos, éd. Tristram  (ISBN 2-907681-50-8)
- 2001 : Society. Jeu investigatif et aventurier sur la communauté désavouable, éd. Tristram  (ISBN 2-907681-30-3)
- 2001 : L'Essence n de l’amour, éd. Fayard/Tristram -  (ISBN 2-213-61126-2) (nouvelle édition augmentée, J'ai lu, 2010)
- 2002 : Théorie du trickster, avec EvidenZ, Sens & Tonka éditeurs, coll. « 10/vingt »  (ISBN 2-84534-050-8)
- 2002 : De la communauté virtuelle, avec EvidenZ, Sens & Tonka éditeurs, coll. « 10/vingt »  (ISBN 2-84534-049-4)
- 2002 : La Chute de la démocratie médiatico-parlementaire, Sens & Tonka éditeurs, coll. « 10/vingt »  (ISBN 2-84534-059-1)
- 2004 : Événement et Répétition, préface d'Alain Badiou, éd. Tristram -  (ISBN 2-907681-42-7)
- 2004 : L’Affect, éd. Tristram -  (ISBN 2-907681-46-X)
- 2004 : eXistenZ. Lecture d'un film, éd. Tristram-  (ISBN 2-907681-51-6) (édition séparée d'un texte composant l'ouvrage Society)
- 2005 : Pop philosophie, entretiens avec Philippe Nassif, éd. Denoël -  (ISBN 2-207-25511-5) (édition poche, Tempus, 2008)
- 2006 : La Psychose française, les banlieues : le ban de la République, éd. Gallimard, coll. « Petite collection »  (ISBN 2-07-078065-1)
- 2006 : Incipit « L'Esprit du nihilisme », éd. Ikko, coll. « 6A »  (ISBN 2-916011-03-X)
- 2007 : Manifeste antiscolastique. L'esprit du nihilisme 2, Nous éditions, coll. « Antiphilosophique »  (ISBN 2-913549-21-7)
- 2009 : Ironie et vérité. L'esprit du nihilisme 1, Nous éditions, coll. « Antiphilosophique »  (ISBN 291354929-2)
- 2009 : L'esprit du nihilisme, une ontologique de l'Histoire. L'esprit du nihilisme 3, éd. Fayard, coll. « Ouverture philosophique »  (ISBN 9782213638584)
- 2010 : Inesthétique et mimésis. Badiou, Lacoue-Labarthe et la question de l'art, éditions Lignes, coll. « Fins de la philosophie »  (ISBN 978-2-35526-045-2). Traduction allemande de Ronald Vouillé : Inästhetik und Mimesis, Berlin, Merve Verlag (de) Gmbh, 2011
- 2011 : Après Badiou, Grasset, coll. Figures  (ISBN 978-2-2467-8392-3) (Le synthome politique, chapitre 3. l'esprit du nihilisme 5)
- 2012 : La conjuration des tartuffes, Léo Scheer, coll. « Variations », XVI
- 2012 : Opéra Mundi, Léo Scheer, coll. « Variations », XX
- 2012 : Protreptikos zur Lektüre von Sein und Sexuierung, Berlin, Merve Verlag Gmbh (inédit en français, manuscrit traduit par Ronald Vouillé)
- 2013 : Être et Sexuation, L'esprit du nihilisme 4, Stock, coll. l'autre pensée  (ISBN 978-2-234-07328-9)
- 2014 : Algèbre de la tragédie, postface de Tristan Garcia : Critique et rémission, Éditions Léo Scheer, coll. « Philosophie » (réédition telle quelle de la partie D – 4e partie – de L'Esprit du nihilisme une ontologique de l'Histoire)
- 2015 : La Transgression et l'Inexistant. Un vocabulaire philosophique, (ebook). Traduction anglaise de P. Burcu Yalim : Transgression and the Inexistent: A Philosophical Vocabulary, Bloomsbury Academic, 2014 (inédit au format papier en français)
- 2015 : Artaud et la Théorie du complot, préface de Jean-Paul Chavent, éditions Tristram, coll. « Souple »  (ISBN 978-2367190433)
- 2016 : Textes inédits, préface de Michael Crevoisier, Les Presses du réel, coll. « Relectures »  (ISBN 978-2-84066-677-6)
- 2017 : Dieu : La mémoire, la technoscience et le mal, éditions Les Liens qui libèrent  (ISBN 979-1020905192)
- 2020 : Système du pléonectique, éditions Diaphanes, coll. « Anarchies »
- 2020 : Immortelle finitude – Sexualité et philosophie, avec Jean-Luc Nancy, éditions Diaphanes
- 2022 : Colaricocovirus : D'un génocide non conventionnel, préfacé par Louis Fouché, éditions Exuvie
- 2022 : Mausolée des intellectuels, éditions Fiat Lux  (ISBN 9791091157407)
- 2023 : Nietzsche et la psychose occidentale : Du nazisme au transhumanisme, Fiat Lux

### Directions d'ouvrages
- Evidenz 1 : Du Désœuvrement, Tristram, novembre 1999
- Evidenz 2 : De la lucidité (avec Chloé Delaume), Sens et Tonka, 2002
- Esthétique et Politique, Alain Badiou Esthétique et Politique Mehdi Belhaj Kacem et Alexandre Costanzo (éd.), Éditions du Musée d'Art Moderne de Saint-Étienne Métropole (collection Pensées Contemporaines), 2011 (Actes du colloque 22 octobre 2008) (repris modifié in Inesthétique et mimesis. Badiou, Lacoue-Labarthe et la question de l'art)
- Anarchie souveraine, revue Contrelittérature no 6, octobre 2023

### Traductions
- 2007 : Vita Nova de Dante Alighieri, postface de Jean-Pierre Ferrini, L'Arbalète Gallimard
- 2021 : Lire Marx, Édition Diaphanes, de Reiner Schürmann (traduction), Éditions Diaphanes
- 2021 : Se Constituer Soi-même Comme Sujet Anarchique, de Reiner Schürmann (traduction), Éditions Diaphanes

### Préface
- Antoine Marcival, Index obscurus : Deux siècles et demi de complots : 1788-2022, éditions Jean-Cyrille Godefroy, 2024  (ISBN 2865533522)

## Filmographie
Mehdi Belhaj Kacem a joué dans quelques films :
- 1995 : En avoir (ou pas) de Lætitia Masson, sous le nom de Medhi Ballaj Kharem (sic) : auteur de nouvelle
- 2001 : Sauvage Innocence de Philippe Garrel[25] : François Mauge
- 2006 : La Petite souris de Cédric Walter (court-métrage) : le dentiste
- 2014 : Mr. X, de Tessa Louise-Salomé, Petite maison production, Arte France et Théo Films : intervenant